# Чахоровский, Станислав

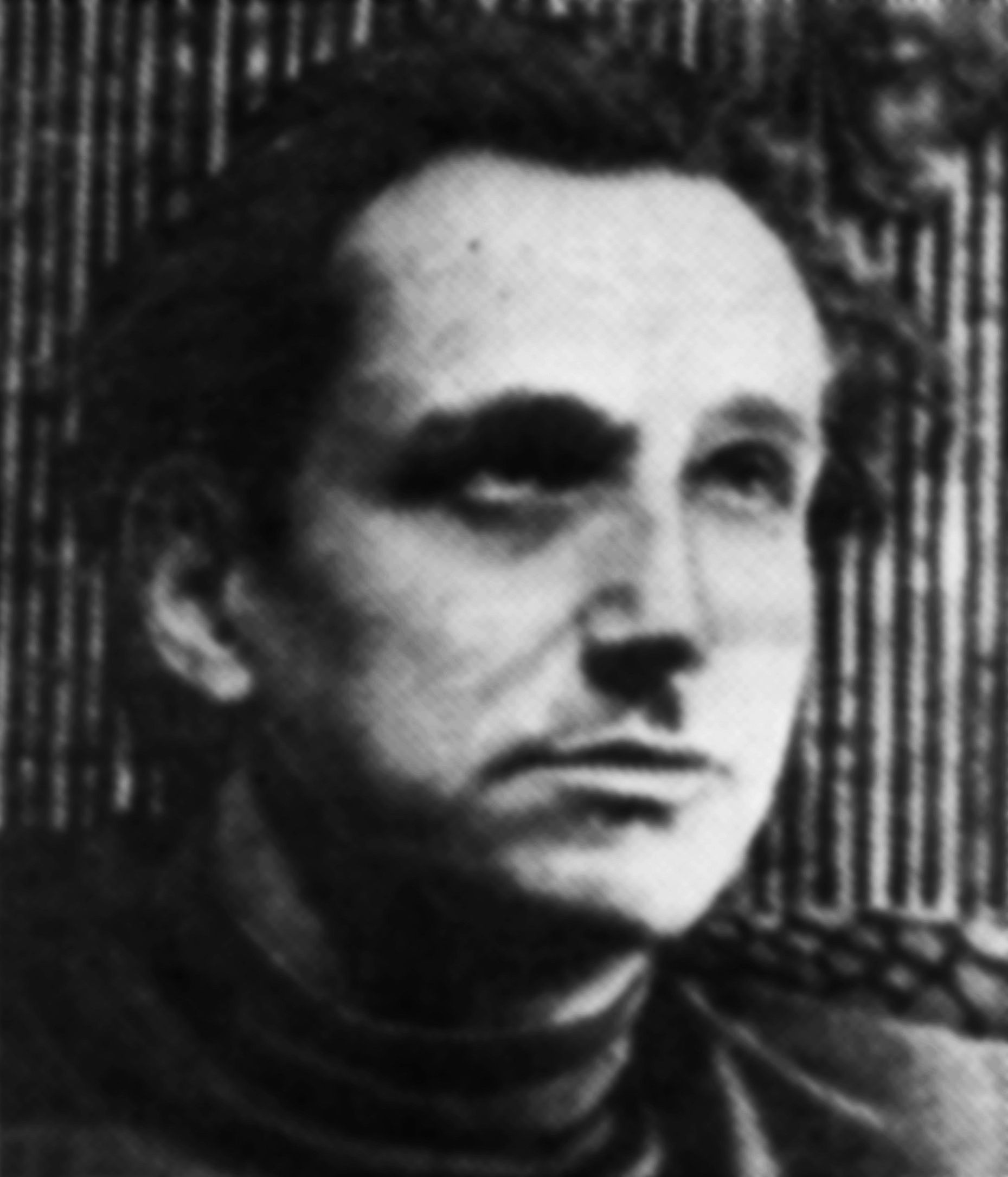
Станислав Чахоровский, до 1977

Станислав «Свен» Чахоровский (пол. Stanisław Czachorowski, псевдоним Свен, 13 ноября 1920, Варшава — 26 ноября 1994, там же) — польский актёр, поэт и прозаик. Принадлежал к поколению Вспулчесности (по названию варшавского журнала, 1956-1971), или поколению 1956 года.

## Биография
В годы гитлеровской оккупации выступал под псевдонимом Свен. В 1942—1944 годах вместе с Мироном Бялошевским организовал подпольный Театр Свена. После войны закончил театральную студию, выступал в театре с Юлиушем Остервой. Играл в театре Ольштына (1946), в Театре Повшехном в Варшаве (1946—1947) и др. Дебютировал как поэт в 1947 году. Жил в Кобылке (1947—1955), затем в Варшаве.
В его доме в Кобылке собирались М. Бялошевский, Е. Фицовский, другие поэты и литературные критики.

## Творчество
Поэзия Чахоровского отличалась оригинальным синтезом поэтики польского авангарда и барокко в соединении с демонстративным антиэстетизмом предметов и героев его балладной лирики (люмпены, нищие, евреи и др.) и, нередко, строгой сонетной формой их презентации.
На стихи Чахоровского писал музыку В.Лютославский.

## Публикации
- Ani literatura, ani ja (1958)
- Białe semafory (1960)
- Owoc z moich piasków (1961)
- Czas dla człowieka (1964)
- Planeta cykuty (1966)
- Summa strony sonetu (1967)
- Pejzaż Gnojnej Góry (1968, рассказы)
- Klęczniki orionskie (1972)
- Wieczerza ludzka (1972)
- Autogilotynki (1997)
- Czerwony odpust (2006, поэма)